# Fürstbischöflich Ermländisches Landvoigteigericht

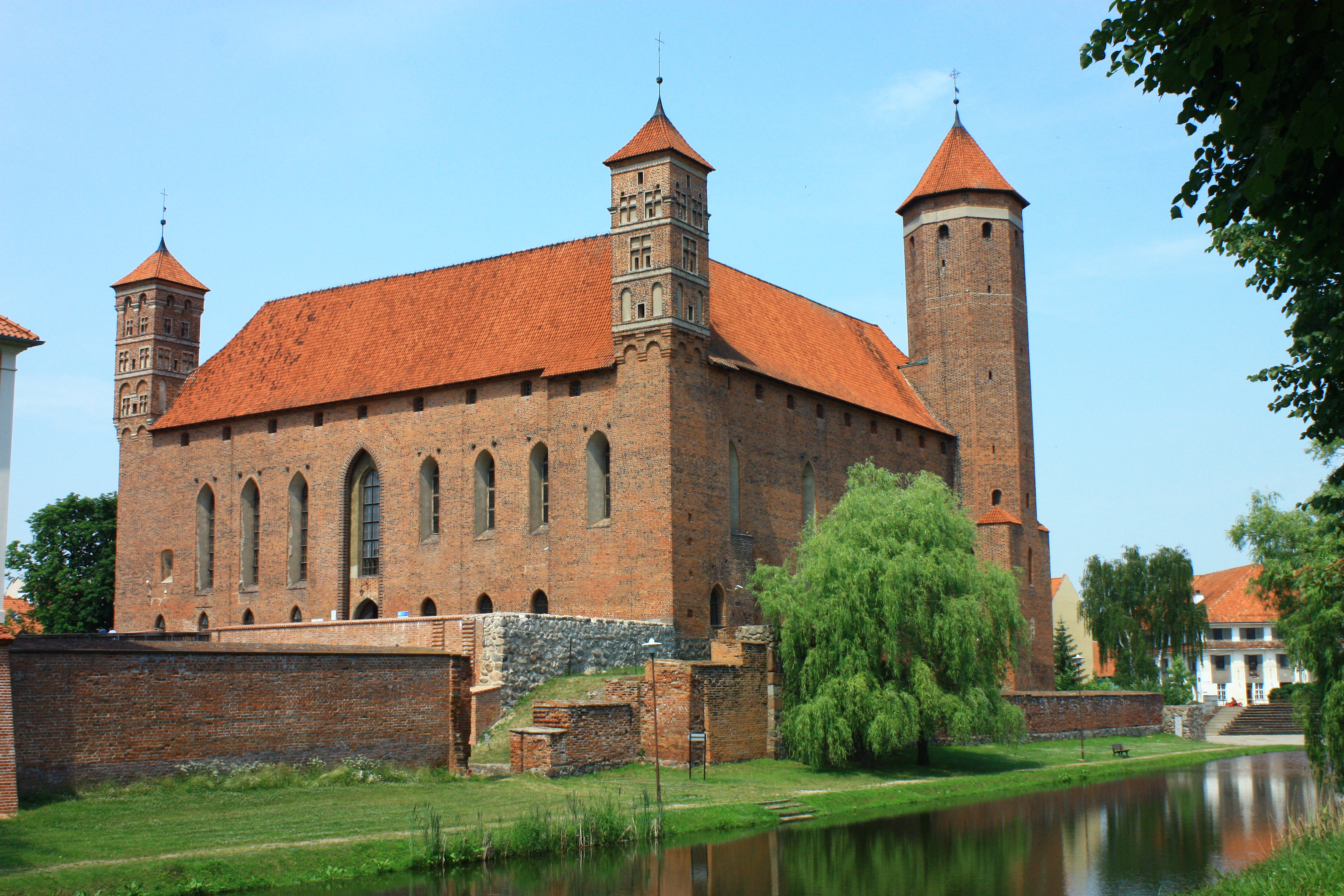
Fürstbischöfliches Schloss, Sitz des Gerichtes

Das Fürstbischöflich Ermländisches Landvoigteigericht war von 1773 bis 1849 ein Gericht in Preußen mit Sitz in Heilsberg.

## Geschichte
Das Fürstbistum Ermland kam bei der ersten polnischen Teilung 1772 zu Preußen und wurde säkularisiert. In den neupreußischen Teilen Westpreußens wurden die bisherigen Gerichte aufgehoben und mit dem Reglement vom 9. Oktober 1873 Landvoigteigerichte gebildet. 1781 wurden diese als zu kleinteilig aufgehoben. Einzig das Fürstbischöflich Ermländische Landvoigteigericht in Heilsberg blieb bestehen und wurde mit den altpreußischen Besitzungen Teil der Provinz Ostpreußen. Übergeordnetes Gericht war die Ostpreußische Regierung.
Ab 1808 gehörte das Gericht zum Sprengel des Oberlandesgerichts Königsberg. 1823 wurde das Stadtgericht Heilsberg und das Justizamt Heilsberg auf das Landvogteigericht verschmolzen. Das Gericht wurde später als Königliches Ermländisches Landvoigteigericht bezeichnet.
Nach der Märzrevolution wurden 1849 einheitlich Kreisgerichte gebildet. In Heilsberg entstand das Kreisgericht Heilsberg. Das Ermländische Landvoigteigericht wurde aufgehoben.

## Aufgaben und Organisation
Der Grund für die Sonderstellung des Gerichtes war, dass der Bischof von Ermland die Beamten am Gericht ernennen durfte. Damit wurde der Sonderstellung als katholischem Siedlungsgebiet innerhalb des protestantischen Ostpreußen Rechnung getragen. 1810 wurde das Benennungsrecht reduziert. Nun hatte der Bischof ein Präsentationsrecht für die Beamten, die endgültige Ernennung erfolgte durch den Staat. Bezüglich der Räte am Gericht bedurfte die Präsentation zusätzlich der Zustimmung durch das Domkapitel.
1837 umfasste der Gerichtsbezirk das Ermland als Mediatgericht. Der Sprengel des 1823 hinzugekommenen Immediatgerichts umfasste die Stadt Heilsberg mit 4228 Gerichtseingesessenen und 68 Ortschaften mit 14.502 Gerichtseingesessenen (zusammen also 18.730 Gerichtseingesessene). Am Gericht waren ein Direktor, fünf Räte und sechzehn weitere Mitarbeiter beschäftigt. Das Gericht hatte seinen Sitz im Fürstbischöflichen Schloss.